# 제일란트어 위키백과

제일란트어 위키백과는 제일란트어로 운영되는 위키백과 언어판이다. 2006년 9월 30일에 시작되었다. 기호는 zea이다.